# Język sardyński
Język sardyński (sard. limba sarda, sardu) – język z grupy romańskiej (podgrupa południoworomańska) języków indoeuropejskich, którym posługuje się od 1 do 1,5 mln Sardyńczyków (mieszkańców Sardynii, włoskiej wyspy na Morzu Śródziemnym).
We Włoszech bywa popularnie postrzegany jako dialekt języka włoskiego, jednak większość językoznawców uważa sardyński za odrębny język. Najstarsze zabytki literatury napisanej w tym języku (w jego zróżnicowanych dialektach, gdyż nie ma on jednej postaci literackiej) pochodzą z XVI wieku. Język sardyński czerpał wiele zapożyczeń z łaciny, greki, języka arabskiego, hiszpańskiego, katalońskiego oraz włoskiego.
Na język sardyński składają się cztery główne dialekty, ze względu na silne zróżnicowanie uważane niekiedy za odrębne języki:
- kampidański (południowosardyński), razem z dialektem arborskim
- logudorski (środkowosardyński), razem z dialektem nuorskim
- sassarski (północno-zachodnio-sardyński)
- gallurski (północno-wschodnio-sardyński).